# Arrows A18
El Arrows A18 fue el coche con el que el equipo Arrows de Fórmula 1 compitió en la temporada 1997 de Fórmula 1. Estaba conducido por el británico Damon Hill, el actual campeón del mundo que había hecho el sorprendente cambio al equipo después de ser abandonado por Williams, y el brasileño Pedro Diniz, que había pasado de Ligier.
El A18 se lanzó en enero de 1997. 1997 marcó un nuevo comienzo para el equipo, con dos nuevos pilotos, un nuevo proveedor de motores en Yamaha con los motores afinados por John Judd y neumáticos nuevos suministrados por Bridgestone, suministrados bajo un acuerdo exclusivo. El equipo se mudó de las antiguas instalaciones en Milton Keynes a la fábrica especialmente diseñada por TWR en Leafield. El año también marcó la primera temporada completa para el equipo TWR de Tom Walkinshaw al frente del equipo, ya que el escocés se lo había comprado a uno de sus fundadores, Jackie Oliver, durante 1996.
Después de un comienzo de temporada desastroso en el que los coches casi no lograron llegar a la parrilla en Australia, el equipo mejoró y contrató a John Barnard como director técnico. Se demostró que el A18 era lamentablemente poco confiable, a pesar de las afirmaciones de Walkinshaw de que quería un diseño de chasis simple y básico. Damon Hill afirmó en su autobiografía que el coche era bueno para conducir pero carecía de carga aerodinámica. Hill anotó un punto en Silverstone, pero lo más destacado del año llegó en el GP de Hungría, donde se clasificó tercero y lideró la mayor parte de la carrera. El fallo de un componente del acelerador le hizo quedar detrás de Jacques Villeneuve en la última vuelta, aunque la segunda plaza siguió siendo un gran éxito para el equipo. Diniz también anotó dos puntos en Nürburgring.
El equipo finalmente terminó octavo en el Campeonato de Constructores, con nueve puntos.

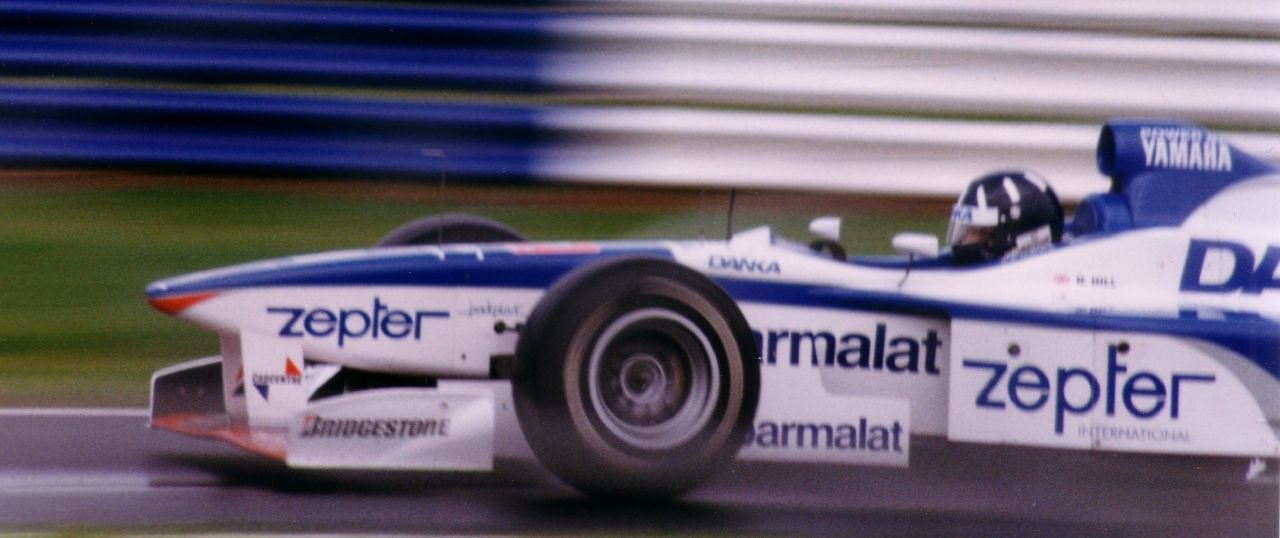
Damon Hill conduciendo la A18 en el GP de Gran Bretaña de 1997.

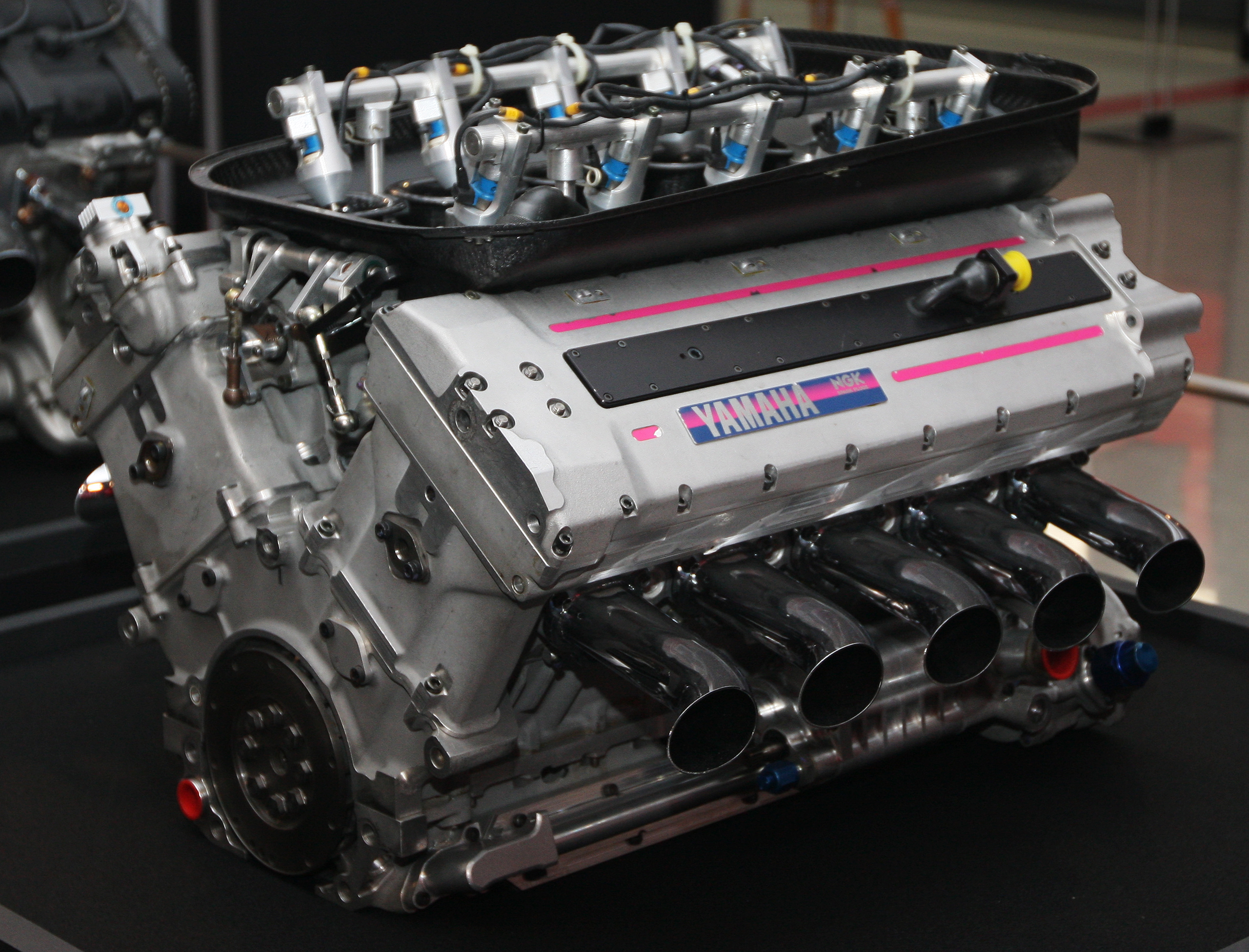
El motor Yamaha OX11A que impulsaba el A18.

## Resultados
(Clave) (negrita indica pole position) (cursiva indica vuelta rápida)

| Año     | Motor      | Neu. | N.º | Pilotos     | 1   | 2   | 3   | 4   | 5   | 6   | 7   | 8   | 9   | 10  | 11  | 12  | 13  | 14  | 15  | 16  | 17  | Puntos | Pos. |
| ------- | ---------- | ---- | --- | ----------- | --- | --- | --- | --- | --- | --- | --- | --- | --- | --- | --- | --- | --- | --- | --- | --- | --- | ------ | ---- |
| 1997    | Yamaha V10 | B    |     |             | AUS | BRA | ARG | SMR | MON | ESP | CAN | FRA | GBR | GER | HUN | BEL | ITA | AUT | LUX | JPN | EUR | 9      | 8.º  |
| 1997    | Yamaha V10 | B    | 1   | Damon Hill  | DNS | 17  | Ret | Ret | Ret | Ret | 9   | 12  | 6   | 8   | 2   | 13  | Ret | 7   | 8   | 12  | Ret | 9      | 8.º  |
| 1997    | Yamaha V10 | B    | 2   | Pedro Diniz | 10  | Ret | Ret | Ret | Ret | Ret | 8   | Ret | Ret | Ret | Ret | 7   | Ret | 13  | 5   | 13  | Ret | 9      | 8.º  |
| Fuente: |            |      |     |             |     |     |     |     |     |     |     |     |     |     |     |     |     |     |     |     |     |        |      |